# Bucket sort
Il bucket sort è un algoritmo di ordinamento per valori numerici che si assume siano distribuiti uniformemente in un intervallo {\displaystyle [0,1)}. La complessità del bucket sort è lineare O(n).

## Spiegazione astratta

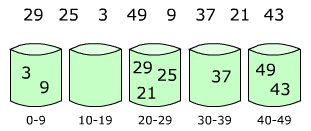
La prima parte dell'algoritmo: divisione nei bucket.

Se n è il numero di elementi da ordinare, l'intervallo {\displaystyle [0,1)} è diviso in n intervalli di uguale lunghezza, detti bucket (cesto). Ciascun valore dell'array è quindi inserito nel bucket a cui appartiene, i valori all'interno di ogni bucket vengono ordinati e l'algoritmo si conclude con la concatenazione dei valori contenuti nei bucket.

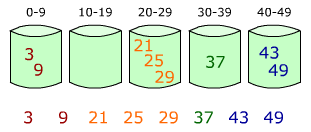
Seconda parte dell'algoritmo: ordinamento dei bucket e concatenazione.

## Pseudo-codice
```
 BucketSort(array A, intero N)
   for i ← 1 to length[A] do
     // restituisce un indice di bucket per l'elemento A[i]
     bucket ← f(A[i], N)
     // inserisce l'elemento A[i] nel bucket corrispondente
     aggiungi(A[i], B[bucket])
   for i ← 1 to N do
     // ordina il bucket
     ordina(B[i])
   // restituisce la concatenazione dei bucket
   return concatena(B)
```

N è il numero di bucket da usare, la funzione f calcola il bucket in cui inserire l'elemento, ordina è un algoritmo di ordinamento e concatena restituisce un array composto dalla concatenazione dei valori dei bucket.

## Complessità
La complessità del bucket sort è O(n) per tutti i cicli, a parte l'ordinamento dei singoli bucket. Date le premesse sull'input, come descritto in Introduction to Algorithms, utilizzando insertion sort l'ordinamento di ogni bucket è dell'ordine di {\displaystyle \Theta (1)}, quindi la complessità media di O(n) per tutto l'algoritmo. La complessità nel caso migliore è lineare, O(n+m) dove m è il massimo valore nell'array.